# Orthobula milloti
Orthobula milloti är en spindelart som beskrevs av Lodovico di Caporiacco 1949. Orthobula milloti ingår i släktet Orthobula och familjen flinkspindlar.
Artens utbredningsområde är Kenya. Inga underarter finns listade i Catalogue of Life.